# Alberto Tomba
Alberto Tomba (n. 19 decembrie 1966, San Lazzaro di Savena, Emilia-Romagna, Italia) este un schior italian, fost campion olimpic și mondial la schi alpin.
Cu rezultatele lui, ca trei medalii olimpice de aur, o victorie la total puncte în campionatul mondial de schi alpin și 50 de victorii în campionatele mondiale a anilor 1980, este socotit alături de suedezul Ingemar Stenmark, sau austriacul Hermann Maier printre cei mai buni schiori din lume. Tomba este până în prezent cel mai bun schior italian, el a condus suveran la probele de slalom și slalom uriaș, câștigând de 4 ori la aceste dicipline, campionatul mondial. El a atras atenția presei asupra sa și prin comportarea sa extravagantă și a aventurilor amoroase numeroase. Porecla sa era "Tomba la bomba" poreclă datorată corpului său musculos și stilulului său dinamic și robust în  efectuarea probelor de schi.